# 红星梭子蟹
红星梭子蟹（学名：Portunus sanguinolentus、英文：Red-spotted swimming crab），又名三星蟹、三點蟹、紅點蟹、三點蠘仔，为梭子蟹科梭子蟹属的动物。

## 概要
分布于日本、夏威夷、菲律宾、澳大利亚、新西兰、马来群岛、印度太平洋暖水区以及中国的东南沿海，生活环境为海水，多见于10-30米深的泥沙质海底。在香港是主要的捕獲蟹種，價格便宜，不過味道較淡，可用來煲蟹粥、海鮮湯，也可與豉椒、椒鹽同炒。